# Grzegorz Rydlewski
Grzegorz Rydlewski (ur. 3 sierpnia 1953 w Warszawie) – polski politolog i polityk, profesor nauk humanistycznych, w 1997 szef KPRM w rządzie Włodzimierza Cimoszewicza, wykładowca Wydziału Nauk Politycznych i Studiów Międzynarodowych Uniwersytetu Warszawskiego.

## Życiorys
Jest absolwentem Wydziału Nauk Politycznych Uniwersytetu Warszawskiego (1978), 22 listopada 1983 obronił pracę doktorską (Stosunki między państwem a Kościołem rzymskokatolickim w Polsce Ludowej w latach siedemdziesiątych; promotorem pracy był profesor Stanisław Gebethner), w 2002 uzyskał stopień doktora habilitowanego (na podstawie dorobku naukowego oraz pracy Rządowy system decyzyjny w Polsce. Studium politologiczne okresu transformacji). W 2013 otrzymał tytuł profesora nauk humanistycznych. 
Od 1975 był członkiem Polskiej Zjednoczonej Partii Robotniczej, w latach 90. związał się z Sojuszem Lewicy Demokratycznej. Działał też w Stowarzyszeniu Ordynacka.
W latach 80. pracował w Urzędzie do Spraw Wyznań. Od grudnia 1986 do czerwca 1990 pełnił funkcję dyrektora zespołu do spraw nierzymskokatolickich kościołów i związków wyznaniowych w Urzędzie Rady Ministrów. Od czerwca 1990 do października 1993 kierował zespołami doradców Parlamentarnego Klubu Lewicy Demokratycznej i KP SLD. Od 1995 do 1996 był podsekretarzem stanu w rządzie Józefa Oleksego. Po tzw. reformie centrum administracji od stycznia do października 1997 pełnił funkcję szefa Kancelarii Prezesa Rady Ministrów Włodzimierza Cimoszewicza. Był członkiem Rady Służby Cywilnej od października 1997 do sierpnia 1999. W rządzie Leszka Millera (od października 2001 do lutego 2004) pracował na stanowisku szefa doradców politycznych premiera. W 2004 został jest członkiem rady fundacji Centrum Badania Opinii Społecznej. Od czerwca 2004 do października 2005 zajmował stanowisko głównego doradcy premiera Marka Belki.
Po powrocie do pracy naukowej założyciel i kierownik Zakładu Nauki o Państwie i Administracji Publicznej Instytutu Nauk Politycznych na Wydziale Dziennikarstwa i Nauk Politycznych UW (przemianowanym później na Wydział Nauk Politycznych i Studiów Międzynarodowych), a także przewodniczący rady naukowej tego instytutu. Od 2019 (po likwidacji INP) nauczyciel akademicki w Katedrze Nauk o Państwie i Administracji Publicznej WNPiSM. Na Uniwersytecie Warszawskim doszedł do stanowiska profesora.

## Wybrane publikacje
- Samorząd terytorialny i administracja rządowa. Gmina, powiat, województwo: akty prawne, wyjaśnienia, indeksy, Wydawnictwo Naukowe Scholar, Warszawa 1999
- Rządzenie koalicyjne w Polsce. Bilans doświadczeń lat dziewięćdziesiątych, Dom Wydawniczy Elipsa, Warszawa 2000
- Służba cywilna w Polsce. Przegląd rozwiązań na tle doświadczeń innych państw i podstawowe akty prawne, Wydawnictwo Naukowe Scholar, Warszawa 2001
- Rządowy system decyzyjny w Polsce. Studium politologiczne okresu transformacji, Dom Wydawniczy Elipsa, Warszawa 2002
- O skutecznym działaniu w polityce. Dziesięć przykazań nie tylko dla ludzi polityki, Dom Wydawniczy Elipsa, Warszawa 2004
- Polityka i administracja w rządach państw członkowskich Unii Europejskiej. Studium politologiczne, Dom Wydawniczy Elipsa, Warszawa 2006
- Systemy administracji publicznej w państwach członkowskich Unii Europejskiej, Dom Wydawniczy Elipsa, Warszawa 2007